# Юніорська збірна Румунії з хокею із шайбою
Юніорська збірна Румунії з хокею із шайбою — національна юніорська команда Румунії, що представляє країну на міжнародних змаганнях з хокею із шайбою. Опікується командою Румунська хокейна федерація.

## Результати

### Чемпіонат Європи до 18/19 років
- 1967 — 4 місце група В
- 1970 — 4 місце група В
- 1971 — 1 місце група В
- 1972 — 4 місце група В
- 1973 — 4 місце група В
- 1974 — 2 місце група В
- 1975 — 4 місце група В
- 1976 — 1 місце група В
- 1978 — 3 місце група В
- 1979 — 2 місце група В
- 1980 — 4 місце група В
- 1981 — 5 місце група В
- 1982 — 5 місце група В
- 1983 — 3 місце група В
- 1984 — 4 місце група В
- 1985 — 1 місце група В
- 1986 — 8 місце
- 1987 — 1 місце група В
- 1988 — 7 місце
- 1989 — 8 місце
- 1990 — 3 місце група В
- 1991 — 6 місце група В
- 1992 — 4 місце група В
- 1993 — 5 місце група В
- 1994 — 6 місце група В
- 1995 — 7 місце група В
- 1996 — 8 місце група В
- 1997 — 5 місце група С
- 1998 — 5 місце група С

### Чемпіонати світу з хокею із шайбою серед юніорських команд
- 1999 — 6 місце Дивізіон І Європа
- 2000 — 7 місце Дивізіон І Європа
- 2001 — 2 місце Дивізіон ІІІ
- 2002 — 8 місце Дивізіон ІІ
- 2003 — 1 місце Дивізіон ІІ Група В
- 2004 — 6 місце Дивізіон І Група А
- 2005 — 6 місце Дивізіон ІІ Група В
- 2006 — 1 місце Дивізіон ІІІ
- 2007 — 4 місце Дивізіон ІІ Група В
- 2008 — 4 місце Дивізіон ІІ Група В
- 2009 — 3 місце Дивізіон ІІ Група А
- 2010 — 2 місце Дивізіон ІІ Група А
- 2011 — 2 місце Дивізіон ІІ Група А
- 2012 — 2 місце Дивізіон ІІ Група А
- 2013 — 3 місце Дивізіон ІІ Група А
- 2014 — 6 місце Дивізіон ІІ Група А
- 2015 — 1 місце Дивізіон ІІ, Група В
- 2016 — 2 місце Дивізіон ІІ, Група А
- 2017 — 1 місце Дивізіон ІІ, Група А
- 2018 — 6 місце Дивізіон І, Група В
- 2019 — 4 місце Дивізіон ІІ, Група А
- 2022 — 5 місце Дивізіон ІІ, Група А
- 2023 — 5 місце Дивізіон ІІ, Група А
- 2024 — 4 місце Дивізіон ІІ, Група А
- 2025 — 5 місце Дивізіон ІІ, Група А